# Anthurium rhizophorum
Anthurium rhizophorum är en kallaväxtart som beskrevs av Luis Aloysius, Luigi Sodiro. Anthurium rhizophorum ingår i släktet Anthurium och familjen kallaväxter. Inga underarter finns listade.